# Angie (TM NETWORKの曲)
「Angie」（アンジー）は、TM NETWORKの通算46枚目のシングルである。2023年12月6日デジタルリリース。
『劇場版シティーハンター 天使の涙』の挿入歌で、同日にリリースされた同映画のOP曲「Whatever Comes」、挿入歌「DEVOTION」、「君の空を見ている」、ED曲「Get Wild」の全てがコンプリートされた12inchEPアナログ盤と同時リリース。

## 収録曲

### デジタル・ダウンロード
| 全作詞・作曲・編曲: 小室哲哉。 |           |          |            |       |
| #                              | タイトル  | 作詞     | 作曲・編曲 | 時間  |
| 1.                             | 「Angie」 | 小室哲哉 | 小室哲哉   | 03:01 |
| 合計時間:                      | 合計時間: | 3:01     |            |       |

## 曲解説
1. Angie
『劇場版シティーハンター 天使の涙』の挿入歌。タイトルは同映画に登場するゲストヒロインキャラクターである「アンジー」から。
ある程度出来上がった映像を見ながら、それに合わせて作る手法「フィルムスコアリング」がとられた。それ故に音響監督の長崎行男は「静寂の生かし方・息づかいの生かし方・効果音・音楽がバッティングしないようにうまく入っていて、それ故すごく一体感が出ているという作り方になっていますね。音楽の作り方としては素晴らしいものを頂いたと思っています」と賞賛している[3]。
映像を見た途端、その後15分程で出来上がった[3]。
歌詞はザ・フーの「See Me, Feel Me」、ピンク・フロイドの「Us And Them」、クイーンの楽曲をオマージュした内容になっている[4]。
制作に際し小室は、「極限状態のようなバトルシーンは爆音や音が実際に鳴ってるとしても、闘ってる冴羽獠とアンジーにとっては無音で、息遣いも聞こえてくるような静寂なんじゃないかな」と思い、そこから「真っ白な世界に流れてくる、そこにいる人にしかわからない音＜Angie＞」[3][5]をイメージした。
総監督のこだま兼嗣は「僕としてはあのシーンには暗くて重いハードな曲がくると思っていたんですが、届いたのはキャラクターの心情に寄り添った曲だったので、とてつもなく驚きました」「50年くらいこの仕事しているんですけど、楽曲を聞いて感動して声をあげてしまうなんて、こんな経験は初めてです」「素晴らしい」と絶賛し、小室は「音楽家としては、今年で一番大変光栄で嬉しく思いました」と述べている[3]。

## 収録アルバム
- 40+ 〜Thanks to CITY HUNTER〜
- 40th FANKS intelligence Days 〜DEVOTION〜（ライヴ・ヴァージョン）